# Neolophonotus rossi
Neolophonotus rossi är en tvåvingeart som beskrevs av Jason Gilbert Hayden Londt 1985. Neolophonotus rossi ingår i släktet Neolophonotus och familjen rovflugor.
Artens utbredningsområde är Angola. Inga underarter finns listade i Catalogue of Life.